# Diocesi di Valle de Chalco
La diocesi di Valle de Chalco (in latino: Dioecesis Vallis Chalcensis) è una sede della Chiesa cattolica in Messico suffraganea dell'arcidiocesi di Tlalnepantla. Nel 2022 contava 2.571.000 battezzati su 2.919.000 abitanti. È retta dal vescovo Víctor René Rodríguez Gómez.

## Territorio
La diocesi comprende i seguenti comuni nella parte orientale dello stato di Messico: Amecameca, Atlautla, Ayapango, Cocotitlán, Chalco, Ecatzingo, Juchitepec, Ozumba, Temamatla, Tenango del Aire, Tepetlixpa, Tlalmanalco, Valle de Chalco, e la città di Cuatro Vientos nel comune di Ixtapaluca.
Sede vescovile è la città di Chalco, dove si trova la cattedrale di San Juan Diego.
Il territorio si estende su 1.238 km² ed è suddiviso in 57 parrocchie.

## Storia
La diocesi è stata eretta l'8 luglio 2003 con la bolla Venerabilis Frater di papa Giovanni Paolo II, ricavandone il territorio dalla diocesi di Netzahualcóyotl.

## Cronotassi dei vescovi
Si omettono i periodi di sede vacante non superiori ai 2 anni o non storicamente accertati.
- Luis Artemio Flores Calzada (8 luglio 2003 - 30 marzo 2012 nominato vescovo di Tepic)
- Víctor René Rodríguez Gómez, dal 25 ottobre 2012

## Statistiche
La diocesi nel 2022 su una popolazione di 2.919.000 persone contava 2.571.000 battezzati, corrispondenti all'88,1% del totale.
| anno | popolazione | popolazione | popolazione | presbiteri | presbiteri | presbiteri | presbiteri                | diaconi | religiosi | religiosi | parrocchie |
| anno | battezzati  | totale      | %           | numero     | secolari   | regolari   | battezzati per presbitero | diaconi | uomini    | donne     | parrocchie |
| ---- | ----------- | ----------- | ----------- | ---------- | ---------- | ---------- | ------------------------- | ------- | --------- | --------- | ---------- |
| 2003 | 2.996.000   | 3.404.400   | 88,0        | 86         | 55         | 31         | 34.837                    |         | 42        | 195       | 46         |
| 2004 | 2.996.000   | 3.404.400   | 88,0        | 86         | 55         | 31         | 34.837                    |         | 42        | 195       | 46         |
| 2010 | 2.302.000   | 2.613.000   | 88,1        | 81         | 59         | 22         | 28.419                    |         | 25        | 73        | 56         |
| 2014 | 2.381.000   | 2.703.000   | 88,1        | 92         | 66         | 26         | 25.880                    |         | 27        | 213       | 60         |
| 2017 | 2.455.750   | 2.788.100   | 88,1        | 96         | 71         | 25         | 25.580                    |         | 26        | 137       | 54         |
| 2020 | 2.528.300   | 2.870.460   | 88,1        | 94         | 72         | 22         | 26.896                    |         | 44        | 146       | 57         |
| 2022 | 2.571.000   | 2.919.000   | 88,1        | 87         | 72         | 15         | 29.551                    |         | 16        | 184       | 57         |